# جاي أوليفر
جاي أوليفر (بالإنجليزية: Jay Oliver)‏ هو منتج أسطوانات وملحن أمريكي، ولد في 26 أبريل 1959 في سانت لويس في الولايات المتحدة.

## وصلات خارجية
- جاي أوليفر على موقع IMDb (الإنجليزية)
- جاي أوليفر على موقع ميوزك برينز (الإنجليزية)
- جاي أوليفر على موقع أول ميوزيك (الإنجليزية)
- جاي أوليفر على موقع ديسكوغز (الإنجليزية)

- الموقع الرسمي